# Puchinya
Puchinya（プチニャ）は東日本大震災で多大な被害を被った宮城県石巻市から震災直後2011年12月から発足した主にウェットスーツの素材で猫の雑貨を企画、製造、販売するブランド。

## 沿革
当初は水産加工会社等がほとんど再開できない石巻において同じく石巻のウェットスーツメーカーの製造委託工場から仮設住宅に張り合わせなどの内職仕事を発注する形態でスタート。2013年7月、東日本大震災をテーマにした相場英雄著「共震」でPuchinyaコインケースが自立のシンボルとしてミステリー小説の小道具となる。
2014年現在も石巻市における生産を継続している。

## 製品の特徴
生地の素材としてウェットスーツを利用しているため独特の手触りをもち、色使いは「ポップ」と評される。